# 前田正名
前田 正名（まえだ まさな、1850年4月23日（嘉永3年3月12日） - 1921年（大正10年）8月11日）は、明治期日本の官僚。男爵。幼名・弘庵。明治政府の殖産興業政策の政策立案と実践した中心人物である。

## 経歴
薩摩国（鹿児島）揖宿郡山川郷の漢方医田善安の六男。山川郷もしくは、鹿児島城下の後の鹿児島市小川町に生まれる。兄・献吉より15歳年下である。9歳で緒方洪庵門下の蘭学医・八木称平（薩摩藩開成所教授）に師事して住み込み、蘭学や貿易実務を学ぶ。八木が行なっていた琉球密貿易も手伝った。
1865年（慶応元年）の薩摩藩第一次英国留学生の選抜にもれるも、同年、長崎への藩費遊学を許可され、砲術家で科学者の薩摩藩外国掛・中原猶介の紹介で何礼之塾に入塾する。塾には白峰駿馬（海援隊士）もおり、その後高橋新吉も入門した。塾では陸奥宗光らとも交友し、正名と改名した。。何礼之塾で学ぶ傍ら、1866年（慶応2年）にイギリスから帰国して薩摩藩外国掛として長崎に赴任してきた五代友厚から多大な影響を受ける。慶応2年（1866年）6月、薩長同盟の密使に加わり、坂本龍馬から短刀を貰う。
明治元年（1868年）『和訳英辞書』（高橋新吉、前田献吉と共著）を発行。明治2年（1869年）には在フランス総領事モンブラン伯爵に随行してパリへ留学。しばらくは総領事館となったモンブラン邸に寄宿した。フランス滞在中に普仏戦争とパリ・コミューンによる蜂起を体験、この戦争・革命体験で欧州に日本が追い付けることを確信するに至る。1875年（明治8年）6月18日、フランス公使館2等書記生に就任し、勧業寮御用掛を兼務した。農業経済学者、ユジューヌ・チッスラン（Eugene Tisserant、1830-1925）に師事し、農政と農業経済について学んだ。
内務省勧農寮御用掛に任じられ、1876年（明治9年）12月に帰国命令を受け、1877年（明治10年）3月に帰国し、同年9月、三田育種場を開設。1878年（明治11年）にはパリ万国博覧会事務館長を務めた。
1879年（明治12年）『直接貿易意見一斑』を起草し、
1. 中央銀行の設立
2. 貿易会社の設立
3. 産業カルテルの設立

を提唱した。1881年（明治14年）大蔵省・農商務省の大書記官になって理事官に進む。在職中に国内産業の実情を調査して海外と比較·検証し、殖産興業のために報告書を作り、『興業意見・未定稿』を纏めこの中で民族資本の育成のために日本興業銀行の設立の必要性など訴えたが、その修正の意見を受けて『興業意見』全30巻にまとめて提出するも（1884年12月26日太政官が允可した）、興業銀行の設立については先送りとなった。
明治21年（1888年）6月、山崎直胤の後任で第7代山梨県知事として赴任。山梨県では第5代・藤村紫朗以降に藩閥官僚出身の知事が短い在職期間で交代することが多く、前田は経済官僚としてこうした情勢のなかに赴任した。前田は来任時に箕笠姿で県庁玄関に現れ、吏員を驚かせたとする逸話がある。
前田も山梨県知事としては在職期間が短いため目立った政策は見られないが、栗原信近らと殖産興業を推進し、道路整備や河川改修、甲州葡萄の普及などを行っている。明治政府は殖産興業政策の一環として1877年（明治10年）から明治36年まで内国勧業博覧会を開催し、さらに複数の府県が集まった連合共進会も開催され、各府県から出展された物品の優劣が競われ、山梨県も繭・生糸など絹織物を主に出展していた。これに対して山梨県下でも共進会が開催され、1888年（明治21年）10月には山梨県下九郡連合共進会が甲府市太田町の望仙閣で開かれ、前田も知事としてこれに臨席している。
明治22年（1889年）10月には農商務省農務局長と東京農林学校長を兼任し、明治23年（1890年）農商務次官となるが、興業銀行条例創案の起草にあたり、貸付権をめぐって農商務相・陸奥宗光と対立し、同年5月、元老院議官に転じ、同年9月29日、貴族院勅選議員に任じられた。その後五二会など興した。
明治28年（1895年）、養蚕が盛んな京都の何鹿郡（現京都府綾部市）を訪れ、「今日の急務は国是・県是・郡是を定むるにあり」と演説した。養蚕業発展と地域振興を促し、翌1896年、郡是製絲（現グンゼ）が発足した。是とは、地域の計画、進むべき道という意味。社名に「是」がある製糸会社が全国で24社できた。
明治31年（1898年）、宮崎県の開田事業とともに、北海道・釧路市で最初のパルプメーカー前田製紙合資会社を設立。明治37年（1904年）8月22日に2度目の貴族院勅選議員となる。
明治40年（1907年）、阿寒湖畔に居を構え、同年、武富善吉とともに釧路銀行を設立、北海道東部の開発に貢献した。死の同日、男爵を授けられた。墓所は港区妙定院。

## 所信
- 「今日の急務は、国是、県是、郡是、村是を定むるにあり。」
全国を遊説した際の所信である。この所信に感動した波多野鶴吉は、小学校教員を辞めて郡是製糸株式会社を興した。
- 「わが為には苦労はせぬが　恋し日本に苦労する　たった一つの糸柱　それに並んで茶の柱　あぶない日本のその家に　四千万のこの民が　住まいするのを知らないか　前田 正名」 
高橋是清に贈った言葉。

## 日本最大の大地主と植林、造林事業
前田正名は、殖産興業運動の当初から自然保護にも着目し、明治天皇自ら前田の意を汲み自然保護、植林、造林のために帝室御料地の払い下げを行った。このため、阿蘇、富士御殿場、阿寒などに約5,000ヘクタール以上の広大な敷地を有する、日本最大の地主になっていた。そもそも現在の阿蘇国立公園、阿寒国立公園などの国立公園は、前田の個人資産のうえに指定されたといってもよい。これらの広大な敷地で生まれる木材を使い、兼ねてから関係の深い王子製紙に原木として提供し、一切の国費を使用せず財団（設立当初は本部東京→現在釧路市阿寒町）を運営していた。
1983年（昭和58年）4月18日の前田光子(次男の妻)の死亡にともなう相続税は、当時の最高額であり、松下幸之助が亡くなるまで過去最高額であった。

## 栄典
位階
- 1890年（明治23年）1月28日 - 従四位[37]
- 1894年（明治27年）5月21日 - 正四位[38]
- 1896年（明治29年）1月17日 - 従三位[39]
- 1921年（大正10年）8月12日 - 正三位[40]

勲章等
- 1889年（明治22年）
  - 6月19日 - 勲四等瑞宝章[41]
  - 11月29日 - 大日本帝国憲法発布記念章[42]
- 1890年（明治23年）11月1日 - 藍綬褒章[43]
- 1921年（大正10年）
  - 8月11日 - 男爵[44]
  - 8月12日 - 勲二等瑞宝章[40]

## 親族
- 父・前田善安：薩摩藩医。
- 兄・前田献吉（正穀）
- 妻・石原いち：大久保利通の姪（利通の妹・石原みねの次女）。
- 義理の娘・前田光子：次男・正次の妻。元宝塚歌劇団女優・文屋秀子（ふみや ひでこ）。後に「阿寒の母」と呼ばれた。

## 前田正名を扱った作品
- テレビドラマ
  - 2019年2月5日『前田正名―龍馬が託した男』（KTS鹿児島テレビ）
- 舞台作品
  - 2011年 - 2012年 宝塚歌劇団雪組シアター・ドラマシティ公演『SAMOURAÏ』（原作：月島総記『巴里の侍』）